# Salzburger Landestheater
El Salzburger Landestheater és un teatre de Salzburg (Àustria) amb una companyia pròpia per a espectacles i teatre (òpera, opereta, musical). L'edifici, amb 697 places de seient, s'utilitza també en estiu durant el Festival de Salzburg per a representacions d'espectacles així com per a escenificacions d'òperes.
L'edifici es considera monument protegit i està dins del Centre Històric de la ciutat de Salzburg, que és patrimoni de la UNESCO.

## Història

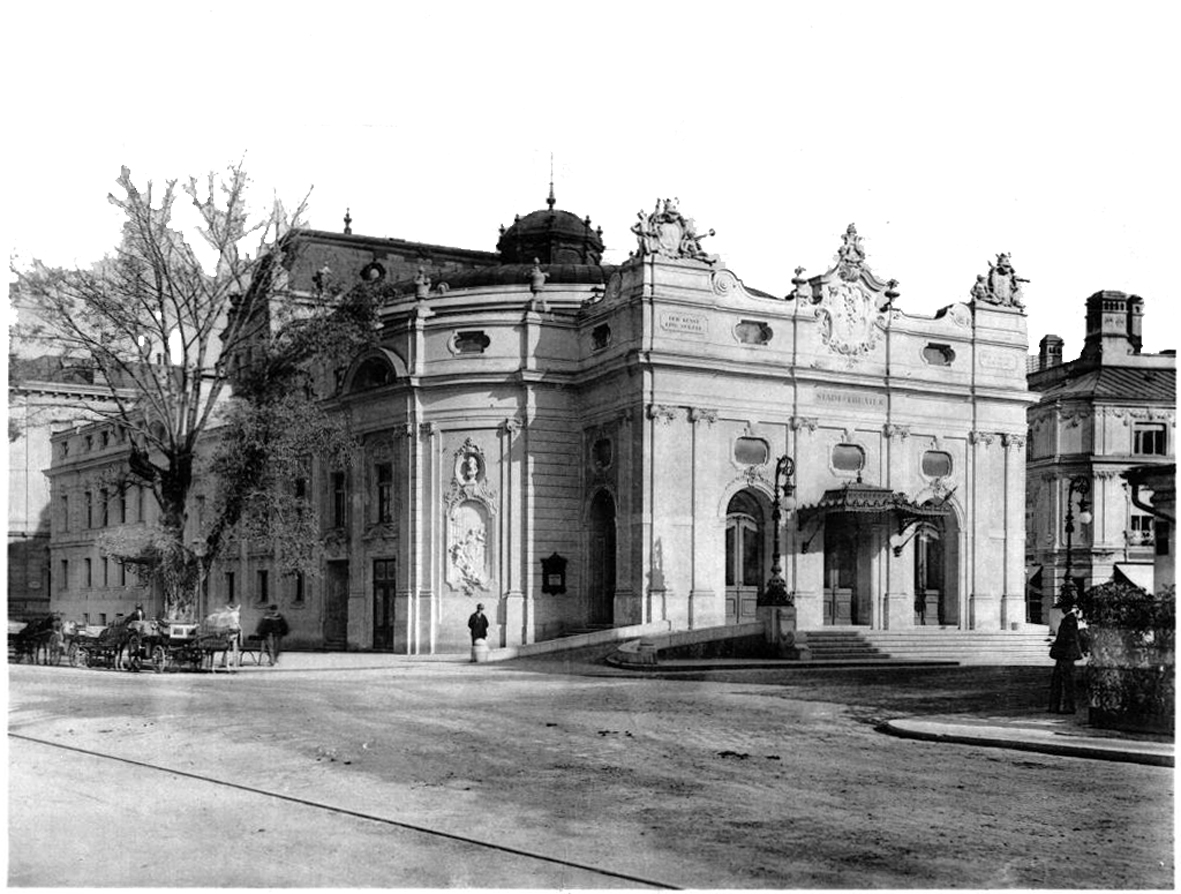
Stadttheater Salzburg, construït per Fellner und Helmer (Imatge presa entre 1893 i 1900)

En 1775 ordenà el príncep-arquebisbe Hieronymus von Colloredo (1732–1812), malgrat la forta resistència del batlle de Salzburg Ignatz Anton von Weiser, demolir la casa per al joc de pilota que havia construït en 1625 el príncep-arquebisbe Paris von Lodron amb „la finalitat de servir per al joc de pilota, estimat per tots" a la plaça d'Hanníbal (avui plaça del mercat), i construir en el seu lloc un teatre per a la cort de l'arquebisbe. En el seu temps estava ubicat directament en el passeig vora el riu Salzach. S'obrí amb la protecció del príncep per Christian Heinrich Schmid. Aquell teatre resultà aviat molt menut i fou ja en 1788 construït de nou.
A partir de 1803 s'anomenà Teatre del príncep elector", i a partir de 1808 Teatre Nacional Imperial. En 1809 estigué Salzburg durant un poc de temps sota administració francesa i en 1810 esdevingué província bavaresa. En aquell temps fou nomenat el teatre Teatre Nacional Reial. En 1892 esdevingué el teatre propietat de l'ajuntament de la ciutat i fou demolit per mancances de seguretat. La darrera representació teatral tingué lloc l'11 d'abril de 1892 i fou l'obra en quatre actes Crisis", d'Eduard von Bauernfeld.
El despatx d'arquitectes vienès Büro Fellner & Helmer dissenyà de 1892 a 1893 un nou edifici en estil neobarroc, el qual fou inaugurat el vespre de l'1 d'octubre de 1893, com a Nou Teatre de la Ciutat en presència de l'arxiduc Lluís Víctor. Per a la inauguració es tocà l'obertura de l'òpera de Mozart La Clemenza di Tito, seguida d'un pròleg de l'obra teatral de Josef Kollmenn i Ludwig Fulda El Talismà. En 1924 fou l'edifici renovat i entre 1938 i 1939 totalment reconstruït per Josef Holzinger i Paul Geppert. El 7 d'agost de 1939 fou de nou obert (en el marc del Festival de Salzburg) amb l'òpera Die Entführung aus dem Serail de Mozart (Director: Karl Böhm) Des de 1940 el teatre s'anomena Landestheater. En els anys 2003 i 2004 fou el teatre completament renovat.